# Martim Anes de Soverosa
Martim Anes de Soverosa, dito O Tio (c.1250 - 25 de agosto de 1295), foi um importante rico-homem português da segunda metade do século XIII, na corte de Dinis I de Portugal. Apoiado pela rede familiar criada pelos antepassados, Martim veio a simbolizar a recuperação do prestígio da Casa de Soverosa em Portugal. No entanto, foi também com a sua morte que a família se extinguiu biologicamente.

## Primeiros anos
Nascido possivelmente por volta de 1250, Martim foi o único filho de João Gil de Soverosa e da sua esposa, Constança Gil de Riba de Vizela. O seu pai era, assim, meio-irmão de Martim Gil de Soverosa, valido do rei deposto em 1248, Sancho II de Portugal, e também do trovador Vasco Gil de Soverosa. A mãe, por seu lado, era filha do importante magnate Gil Martins de Riba de Vizela, Mordomo-mor de Afonso III de Portugal, e de Maria Anes da Maia, primogénita de João Pires, Senhor da Maia.
A família vivera uma situação complicada em meados daquele século: o papel dos Soverosas ganhara especial relevância precisamente entre as décadas de 30 e 40, quando Martim Gil de Soverosa detivera uma grande influência na cúria portuguesa. Tendo em conta que este era o braço-direito de Sancho II de Portugal, a família toma o partido do monarca, tornando-se numa das famílias que se opuseram ao partido do conde Afonso de Bolonha, no conflito de 1245. O conde de Bolonha declarou-se vencedor do conflito em 1247, e Sancho, deposto por uma bula do Papa Inocêncio IV, saíra definitivamente de Portugal e refugiara-se em Toledo. Os Soverosas acompanharam o deposto monarca para o exílio em Castela. 
Contudo, o pai de Martim, João Gil de Soverosa regressou a Portugal no séquito da infanta Beatriz, quando esta se deslocou para Portugal em 1253 para desposar o então rei Afonso III de Portugal. Aí, João conseguiu alguma estabilidade quando desposou a filha do então mordomo, Gil Martins de Riba de Vizela. Também o trovador Vasco Gil de Soverosa regressou a Portugal, onde se encontrava em 1258.

## Ascensão na corte
Martim Anes começou a ganhar relevância na corte portuguesa ducentista a partir da década de 80, provavelmente motivada pela proximidade que tinha com Beatriz de Castela, sua prima direita e então Rainha de Portugal, que velou sempre pelos interesses de Martim. Apesar da sua proximidade da corte, não recebeu nenhum cargo palatino enquanto frequentou a corte, período que abrangeria a primeira parte do reinado Dinis I de Portugal. No entanto, recebeu a importante tenência de Sousa, associada aos seus ascendentes desde o casamento do seu bisavô, Vasco Fernandes de Soverosa, com Teresa Gonçalves de Sousa.

### Casamento
Provavelmente, na corte portuguesa, Dinis I de Portugal e Isabel de Aragão ter-se-ão apercebido da necessidade que a família tinha de aumentar a sua influência e prestígio, e concertaram, em 1285 ou 1288, o seu matrimónio com Vataça Lascarina (1268-1336), neta materna do penúltimo Imperador bizantino sediado em Niceia, Teodoro II Láscaris. Era, portanto, uma princesa de notável ascendência grega que havia acompanhado o séquito da nova rainha de Portugal em 1282, e que prometia aportar sangue imperial à família de Soverosa. Apesar da diferença de idades dos nubentes (provavelmente cerca de dez anos), tem-se defendido que seria propositada, dado que era possivelmente suposto facilitar a produção de descendência.
O rei estava presente quando Martim oficializou a doação de arras à sua esposa, que incluíam a metade dos bens que ele detinha em Santarém, e o que tinha na Galiza e no Reino de Leão. A situação destes bens fora de Portugal é difícil de perceber, uma vez que a referência aos mesmos é muito genérica. 
Martim Anes estava possivelmente consciente de que, à data do seu matrimónio, era o último representante varão da família. De facto, os seus primos, filhos de Vasco Gil de Soverosa, já haviam falecido: Gil Vasques II de Soverosa perecera na lide de Gouveia, e Martim Vasques II na de Alfaiates, em 1282. Os filhos bastardos de Teresa Gil de Soverosa e Afonso IX de Leão também não tinham deixado qualquer descendência varonil. Além disso, é nele que se reúne a maior parte dos bens dos seus parentes paternos. 

### O apoio de Beatriz de Castela e a reunião dos bens familiares
A relação entre Martim e a rainha de Portugal, sua prima, foi muito estreita; ela ocupou-se de velar pelos seus interesses na corte, para o qual contribuíram as doações que esta fez a Martim, com o principal objetivo de fortalecer e concentrar, nas mãos de Martim, o património da família de Soverosa em terras portuguesas: em 1280, comprou a Urraca Afonso de Leão, filha de Teresa Gil de Soverosa, que se encontrava em Aranda de Duero junto do esposo (e tio da rainha), Pedro Nunes de Gusmão, todas as propriedades que Urraca herdara da mãe, por cinco mil libras. A 29 de maio de 1289, por rogo da nora, voltou a doar estes bens, desta vez a Vataça, com a condição de, se Vataça falecesse antes do esposo, os bens deveriam reverter aos filhos de ambos; se Martim falecesse primeiro, os bens deveriam reverter à rainha Beatriz, sem que os filhos do casal pudessem ter qualquer direito sobre os mesmos.
Quando Dinis I de Portugal media a partição dos bens do seu tio, Manrique Gil de Soverosa, também em 1289, apresentam-se como seus herdeiros os sobrinhos, Martim e a sua prima segunda, Guiomar Gil II de Soverosa, filha do seu primo direito Gil Vasques II de Soverosa. Em acordo outorgado pelo monarca, a 17 de abril desse ano, Martim ficou com todos os bens do tio, dando em troca a Guiomar 100 libras de renda anual.
Dado ser o representante da família em Portugal, não se juntou à sua prima Beatriz quando esta se mudou para Castela para estar junto do pai, Afonso X de Leão e Castela, nos seus últimos anos de vida. Beatriz foi, no entanto, acompanhada pelos tios maternos, Martim Gil I de Riba de Vizela e Teresa Gil de Riba de Vizela. 

## Gestão patrimonial
Martim continuou a reunir património familiar. Resolveu o impasse testamentário da sua tia, Dórdia Gil de Soverosa, ordenando a Domingos Pires, um seu homem em Santarém, que entregasse ao Mosteiro de Arouca, onde aquela residira, os bens na cidade que haviam sido prometidos ao Mosteiro no seu testamento. Esta ordem foi autenticada com o seu selo pessoal, que conteria a forma de escudo e as cinco flores-de-lis, brasão familiar. Anos depois, a 28 de junho de 1289, num evento presenciado por Martim Anes Redondo, Soeiro Mendes de Melo e Geraldo Afonso de Resende, o prior do Mosteiro de São Domingos de Lisboa deu a Martim metade dos bens que Dórdia detinha na Estremadura, com a condição de doar anualmente ao Mosteiro sessenta libras anuais. 
Graças ao apoio da rainha de Portugal sua prima, e das várias doações dos seus familiares, Martim Anes reuniu, assim, na sua posse uma importante quantidade de bens, que o tornavam, possivelmente, num dos mais abastados ricos-homens da corte de Dinis I. No julgado de Gaia, por exemplo, tinha a quintã e honra de Avintes, e trazia, à semelhança do avô, a freguesia de Seixezelo por honra, onde se incluíam onze casais do Mosteiro de Pedroso, do Mosteiro de Grijó e de Santa Maria de Rocamador. Em Lousada detinha a quintã da vila de Lousada, e no julgado de Montelongo trazia a fregesia de Cepães por honra, e assim era desde os tempos do trisavô, Gonçalo Mendes I de Sousa.

### A herança de Gonçalo Garcia de Sousa e as inquirições de 1288
Em 1285, falecia talvez o mais agraciado aristocrata de Portugal, o Conde Gonçalo Garcia de Sousa, com uma património invejável e disputado por familiares de várias linhagens, a começar pela sobrinha, Constança Mendes de Sousa (nora do ex-mordomo-mor João de Aboim) e uma sobrinha desta, Inês Lourenço de Valadares (filha da irmã de Constança, Maria Mendes II de Sousa), que era apoiada por seu pai, Lourenço Soares de Valadares, nesta pretensão. Outras linhagens reclamavam a herança, como os Riba de Vizela, e o próprio Martim Anes era um dos candidatos a estes bens, reclamando património pela ascendente comum, Teresa Gonçalves de Sousa (irmã de Mendo Gonçalves I de Sousa e esposa de Vasco Fernandes de Soverosa). 
Ora, como a contenda não se resolvia facilmente, os pretendentes à fortuna do conde terão pedido a Dinis para mediar a disputa entre eles, e desta forma ordenou uma inquirição ao património do conde no final de 1286, que se estendeu até ao ano seguinte. A esta pequena inquirição seguiram-se as Cortes de Guimarães de 1288, da qual saiu a resolução de proceder a novas Inquirições Gerais, nesse mesmo ano, e que resultaram no mais exaustivo levantamento de dados relativos às propriedades da nobreza e do clero então existentes, seguindo-se as sentenças proferidas entre 1290 e 1291. 
Desta forma o rei consegue recuperar uma boa parte do património que, graças a estes levantamentos, descobriu estar nas mãos dos nobres de forma ilegal, uma vez mais pondo a nu os abusos por parte desta classe para com alguns proprietários. 

## Morte e posteridade
Martim Anes ditou o seu testamento a 19 de agosto de 1295, na sua casa na Guarda, e nomeava testamenteiros a sua mulher, Vataça, o seu mordomo, Garcia Martins do Casal e Frei António Rodrigues. Nele, Martim pedia para ser enterrado no Mosteiro de São Francisco de Santarém, e pedia à sua mãe, que ainda vivia, para fazer trasladar os restos do pai, que se encontravam no Mosteiro de São Domingos de Santarém, para junto dos seus. Desconhece-se no entanto se o pedido do testamento foi atendido, até porque no referido mosteiro não se encontraram quaisquer vestígios deste aristocrata ou do seu pai.
Estava patente a proximidade de Martim ao casal régio, pois estavam também presentes o capelão e o escrivão da rainha, e alguns membros da corte de Martim, como o seu escudeiro, Rodrigo Anes. A proximidade aos monarcas veio a ser inclusivamente reconhecida por Jaime II de Aragão que, numa carta de 6 de setembro de 1294, dirigida a Martim Gil I de Riba de Vizela, se refere a Martim Anes como avunculo Regis Portugaliae. 
O seu testamento alude a propriedades de forma genérica, como na questão das arras. É, assim, difícil estabelecer mais detalhes sobre as propriedades que detinha. A 1 de julho de 1296, já depois a morte de Martim, a sua mãe e a sua viúva reuniram-se na casa da Ordem do Hospital, em Coimbra, para discutir e oficializar as partilhas. A Vataça couberam os herdamentos de Martim na Estremadura; a quintã de Soverosa em terra de Sousa; metade dos bens de Dórdia Gil de Soverosa, tia de Martim, em Elvas, e metade dos bens em Lousada com que ambas estavam a lutar pela sua posse com Sancha Manriques de Soverosa, filha de Manrique Gil de Soverosa. Já a mãe do defunto herdou os casais detidos em Cepães, Atães Lordelo, Cerva, Atei e ainda a honra de Avintes, em terra de Panoias, e a honra de Ribelas, em terra de Lamego.
Martim deverá ter falecido a 25 de agosto de 1295, pois é esse o dia em que se rezava missa de requiem por sua alma no altar-mor da Sé de Coimbra, para o qual Vataça deixara dez libras.
Os Livros de Linhagens referem-se a Martim como sendo peco [estéril/impotente] e nom houve semel. De facto, à semelhança dos seus primos e tios, o casamento de Martim veio a revelar-se infrutífero a nível de descendentes, situação provavelmente devida a uma possível impotência. A sua alcunha, O Tio, pode dever-se a este problema, e/ou também ao facto de reunir em si os bens de todos os seus familiares.
Os Soverosas vieram assim, à semelhança de outras importantes casas portuguesas, como a Casa de Baião ou a Casa de Sousa, a extinguir-se biologicamente depois da morte de Martim, portanto ainda antes do final do século XIII. Contudo, a herança continuou por linha feminina, uma vez que os bens detidos por Martim vieram mais tarde a ser reunidos por João Afonso Teles de Meneses, 1.º conde de Barcelos, filho de Teresa Martins de Soverosa. Este adotou também, no seu brasão, as armas da Casa de Soverosa, as cinco flores-de-lis, numa tentativa de dissipar quaisquer dúvidas sobre o seu direito legítimo ao estatuto daquela família e dos seus bens.